# NGC 4190
NGC 4190 (другие обозначения — UGC 7232, MCG 6-27-30, ZWG 187.24, VV 104, KUG 1211+369, PGC 39023) — галактика в созвездии Гончих Псов. Открыта Уильямом Гершелем в 1785 году.
Для этой галактики получена история звездообразования в ней. Нынешний темп звездообразования значительно выше, чем средний за последние несколько миллиардов лет приблизительно втрое и сейчас составляет 0,014 M⊙ в год. В текущей вспышке звездообразования сформировано 8% звёздной массы галактики, полное значение которой составляет около 44 миллионов M⊙. В галактике наблюдается ультраяркий рентгеновский источник.
Этот объект входит в число перечисленных в оригинальной редакции «Нового общего каталога».
Галактика NGC 4190 входит в состав группы галактик NGC 4214. Помимо NGC 4190 в группу также входят NGC 4163, NGC 4214 и NGC 4244.